# Meandre (mitologia)
En la mitologia grega, Meandre (en grec antic: Μαίανδρος, Màiandros) va ser un déu fluvial, fill d'Ocèan i de Tetis, que corresponia al riu Meandre, que travessava la regió de Cària.
Hom li atribuïa diverses filles: les nimfes Sàmia, epònima de l'illa de Samos, que era a poca distància de la desembocadura del Meandre; Ciànea, mare de Caunos i de Biblis; i Cal·lírroe. També diversos fills, entre els que de vegades s'inclouen Màrsies i el seu germà Babis.